# Caça bombarder

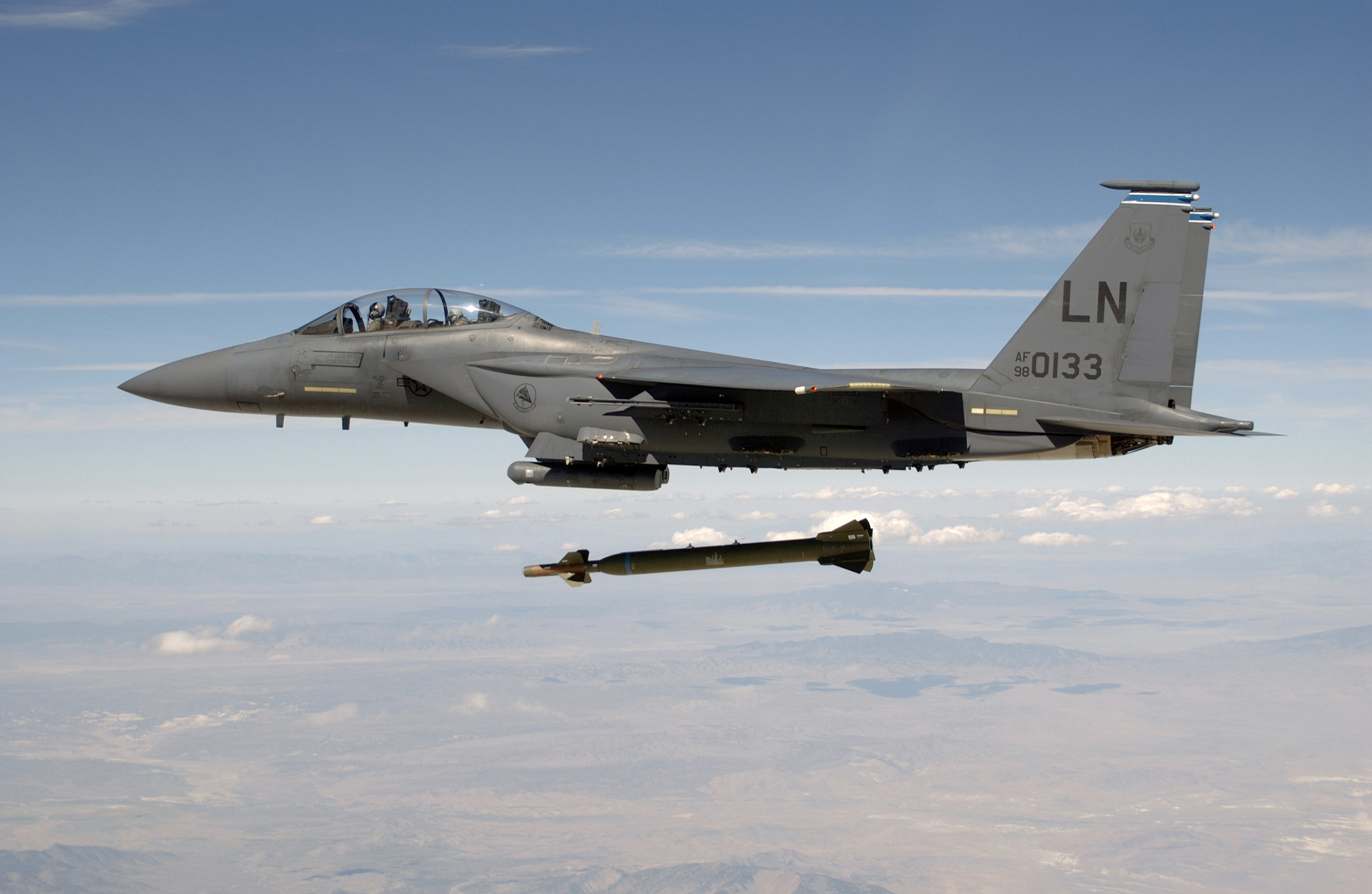
Un caça bombarder F-15E Strike Eagle nord-americà llançant una bomba guiada GBU-28.

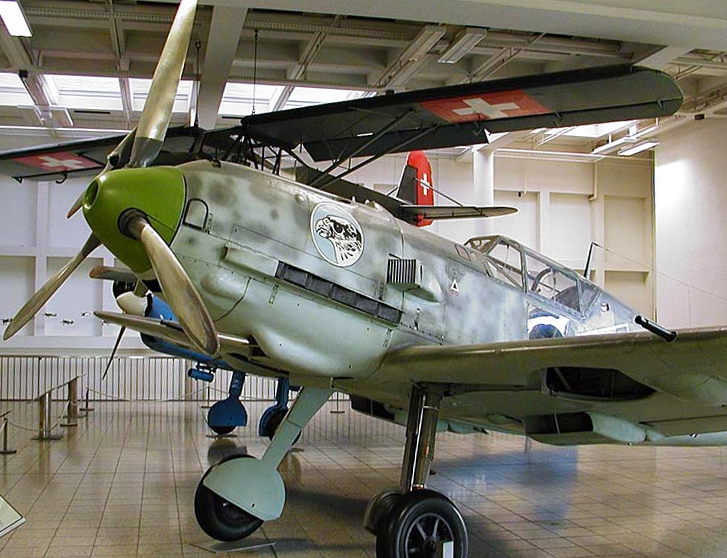
El Messerschmitt Bf 109, caça de la Luftwaffe

Un caça bombarder és un avió de caça modificat per a realitzar rols d'atac a superfície. Es diferencia dels bombarders o avions d'atac perquè aquests estan dissenyats específicament per atac objectius terrestres o marítims i tenen nul·les o escasses capacitats aire-aire. Mentre que els caces bombarders retenen la capacitat aire-aire tot afegint l'atac a superfície. Aquesta denominació s'utilitza habitualment per referir-se als avions amb propulsió a hèlix, com per exemples el Hawker Hurricane, mentre que els avions de combat a reacció moderns amb aquestes característiques es denominen caces polivalents o avions de combat.

## Evolució
Els primers avions amb aquest ús van ser els caces amb propulsió amb hèlice de la Segona Guerra Mundial als quals se'ls equipaven suports per a bombes o coets no guiats. Una vegada despresa la seua càrrega, quedaven com avions de caça capaços d'escometre les mateixes missions que aquells. La seua doble capacitat d'abatre objectius aeris i transportar pesants càrregues bèl·liques va permetre que un sol disseny pogués dur a terme diversos tipus de missions, reemplaçant a el bombarder pur en moltes missions.
Així i tot, el caça pur encara no ha estat substituït del tot, ja que en general la necessitat de resistir pesants càrregues d'atac al sòl fa als caces bombarders més pesants i menys àgils que l'avió de caça pur. De tota manera no existeixen en producció caces sense capacitat d'atac a superfície.
Un exemple clar de la devastació possible per caces bombarders va anar durant el bombardeig inicial de la Guerra dels Sis Dies a bases aèries, en el qual només van participar avions caces destruint en gran manera la capacitat de combat dels països àrabs.

## Caces bombarders destacats
- P-47 Thunderbolt
- Chance-Vought F4U Corsair